# Pierre-Henri Raphanel
Pierre-Henri Raphanel (Algiers, 27 mei 1961) is een voormalig Frans autocoureur. Hij maakte zijn Formule 1-debuut in 1988 bij Larousse en nam deel aan 17 Grands Prix waarvan hij er 1 mocht starten, in Monte Carlo.